# Knud Nielsen (roer)
 For alternative betydninger, se Knud Nielsen. (Se også artikler, som begynder med Knud Nielsen)
Knud Nielsen (født 26. juni 1936 i Faxe, Danmark, død 9. maj 2011) var en dansk tidligere roer.
Nielsen repræsenterede Danmark ved OL 1960 i Rom. Her udgjorde han, sammen med Jens Berendt Jensen og styrmand Sven Lysholt Hansen, den danske toer med styrmand. Danskerne sluttede på fjerdepladsen i konkurrencen, hvor de i finalen kom i mål knap fem sekunder efter bronzevinderne fra USA.
Nielsen deltog også i toeren med styrmand ved OL 1964 i Tokyo, denne gang sammen med Jens Berendt Jensen og styrmand Niels Olsen. Danskerne blev denne gang slået ud efter at være sluttet på sidstepladsen i opsamlingsheatet til indledende heat.